# Carl Otto von Segebaden
Carl Otto von Segebaden, född 29 januari 1718 i Sonstorp, död 3 mars 1795 i Frötuna socken, var en svensk friherre, general och ämbetsman.

## Biografi
Carl Otto von Segebadens utnämndes till överste vid Jämtlands regemente 18 mars 1763, han blev generalmajor 1770 och generallöjtnant i december 1775. 
Han utsägs 28 oktober 1765 till landshövding i Gotlands län, vilken tjänst han lämnade 31 augusti 1787.
Den 15 oktober 1771 upphöjdes von Segebaden till friherre, introducerad 1776. Han blev 28 april 1757 riddare av Svärdsorden och 27 november 1786 kommendör av denna orden.
Han var gift med Maria Elisabet Danckwardt (1729-1811), och de hade sju barn men ingen son som överlevde honom, så den friherrliga ätten slöts med Carl Otto von Segebadens död.